# Автомобиль-вышка

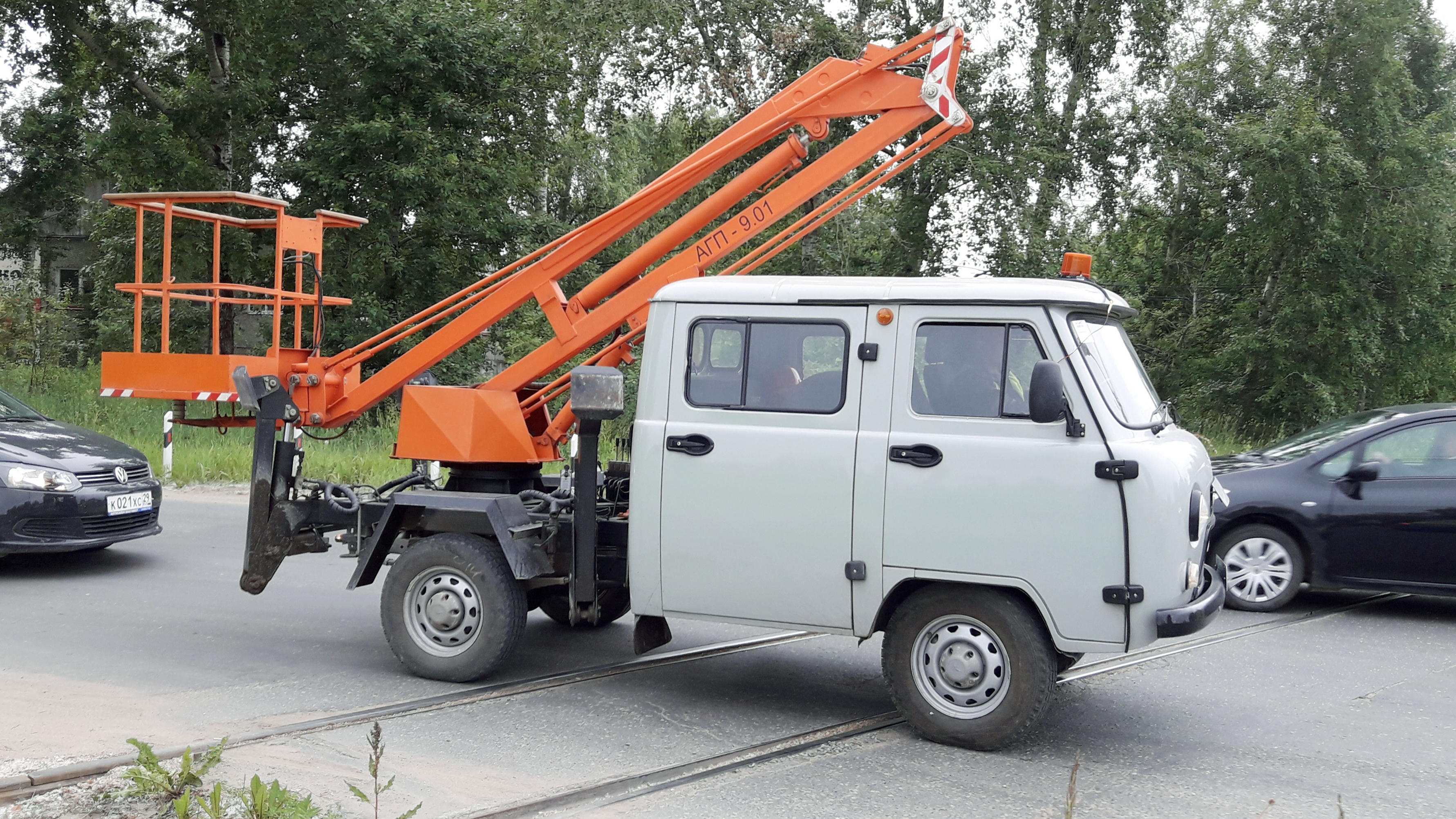
Автовышка на базе УАЗ-452

Автомобиль-вышка (автовышка), также автогидроподъёмник (АГП) или самоходная площадка обслуживания (например, СПО-15М) — автомобиль (реже — специальное шасси), оснащённый устройством для подъёма и перемещения рабочих с инструментом и материалами и используемый при монтаже и обслуживании линий электропередач, линий связи и контактных сетей, ремонте и обслуживании зданий и сооружений, обслуживании средств наружной рекламы, уходе за городскими зелёными насаждениями и т. п.
Рабочим органом автомобиля-вышки является оборудованный рабочей площадкой (так называемой люлькой) коленчатый, телескопический либо комбинированный коленчато-телескопический подъёмник с поворотной стрелой. Высота подъёма стрелы составляет 12—75 м, боковой вылет — 8—28 м, грузоподъёмность составляет 200—400 кг. Управление подъёмником осуществляется с рабочей площадки и из кабины автомобиля. Для повышения устойчивости во время выполнения работ автомобили-вышки обычно оснащаются аутригерами.
Аналогичное автомобилям-вышкам применение имеют также автомобили с оборудованными рабочими площадками ножничными подъёмниками.

## Виды автовышек

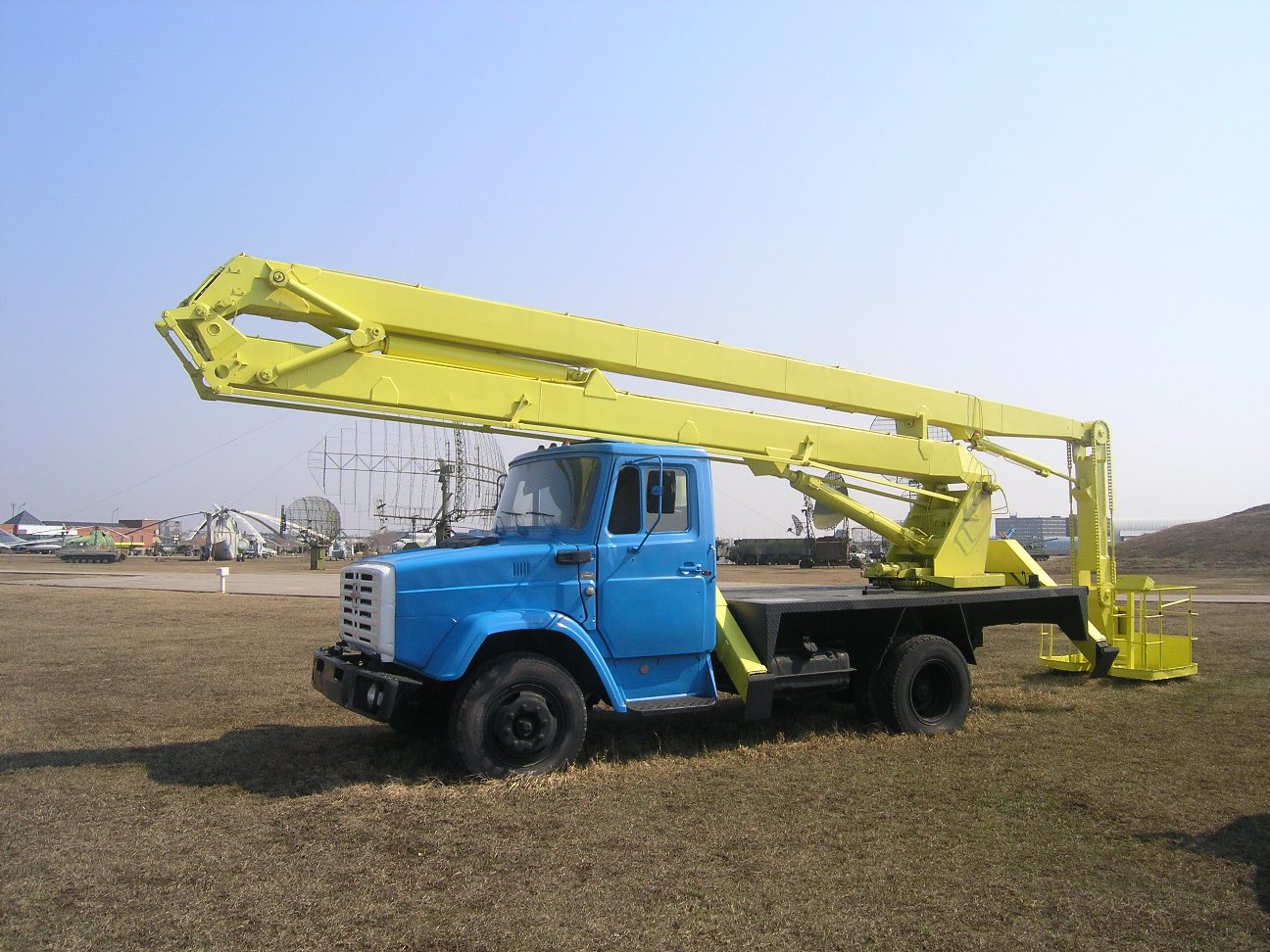
Автомобиль-вышка с коленчатым подъёмником

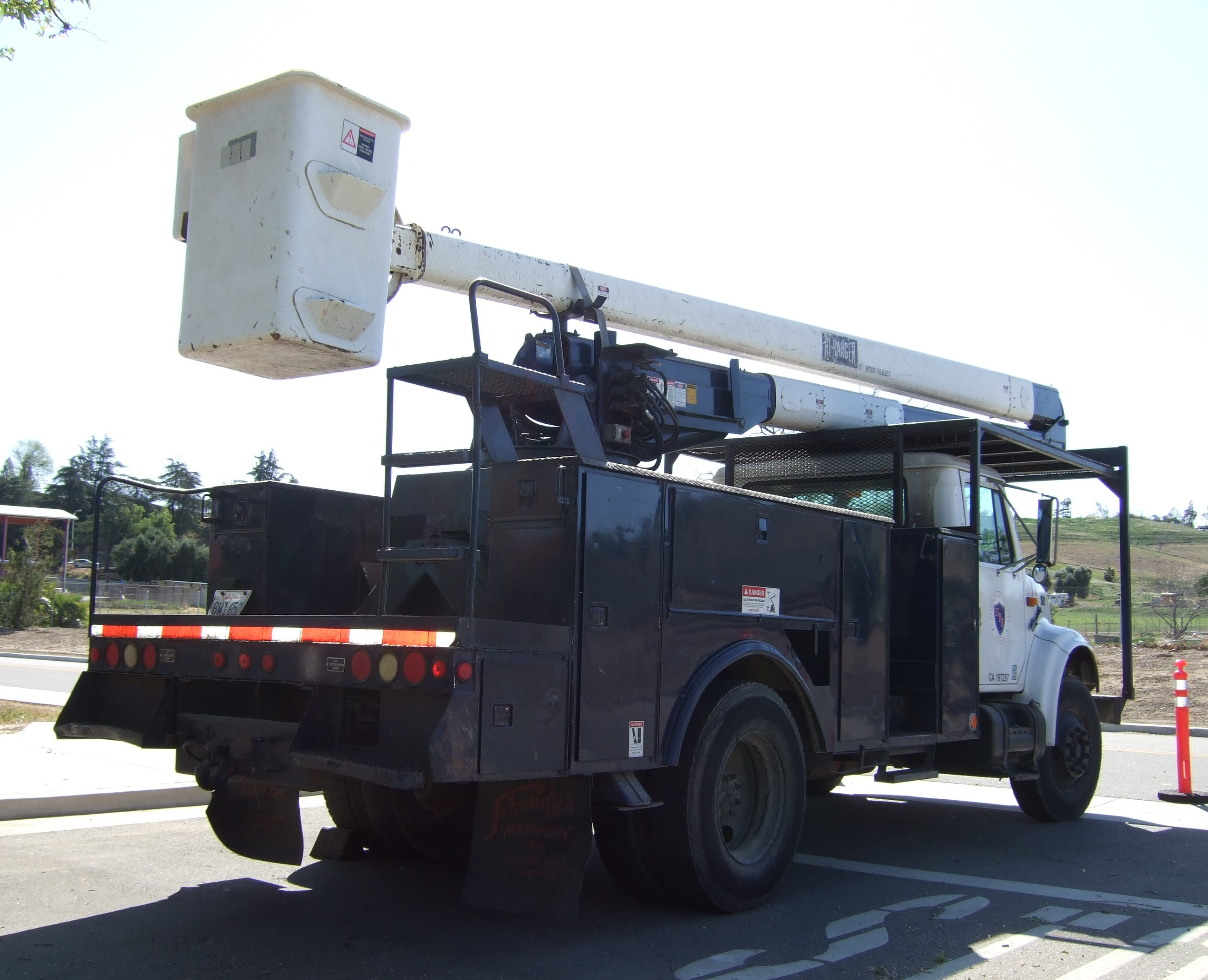
Автомобиль-вышка

Основная классификация АГП — по типу стрелы. Разделяют следующие виды автовышек:
- Локтевая
- Коленчато-телескопическая (рычажнотелескопическая)
- Телескопическая
- Мостовая

Каждый из видов обладает собственными преимуществами и подходит для различных задач. Так коленчато-телескопическая вышка наиболее универсальна, но обладает невысокой грузоподъемностью. Локтевая более грузоподъёмная, но требует большего пространства для манёвра. Телескопическая вышка обладает большой высотой подъёма при малом собственном весе, но требует точного размещения машины непосредственно под объектом работы. Мостовая вышка удобна тем, что может передвигаться в рабочем положении, поэтому широко используется для обслуживания и ремонта протяженных объектов: контактной сети, трубопроводов.

Существует ещё одна классификация автовышек по типу стрелы (в зависимости от специфики выполнения работ):
- АГП — АвтоГидроПодъемник.

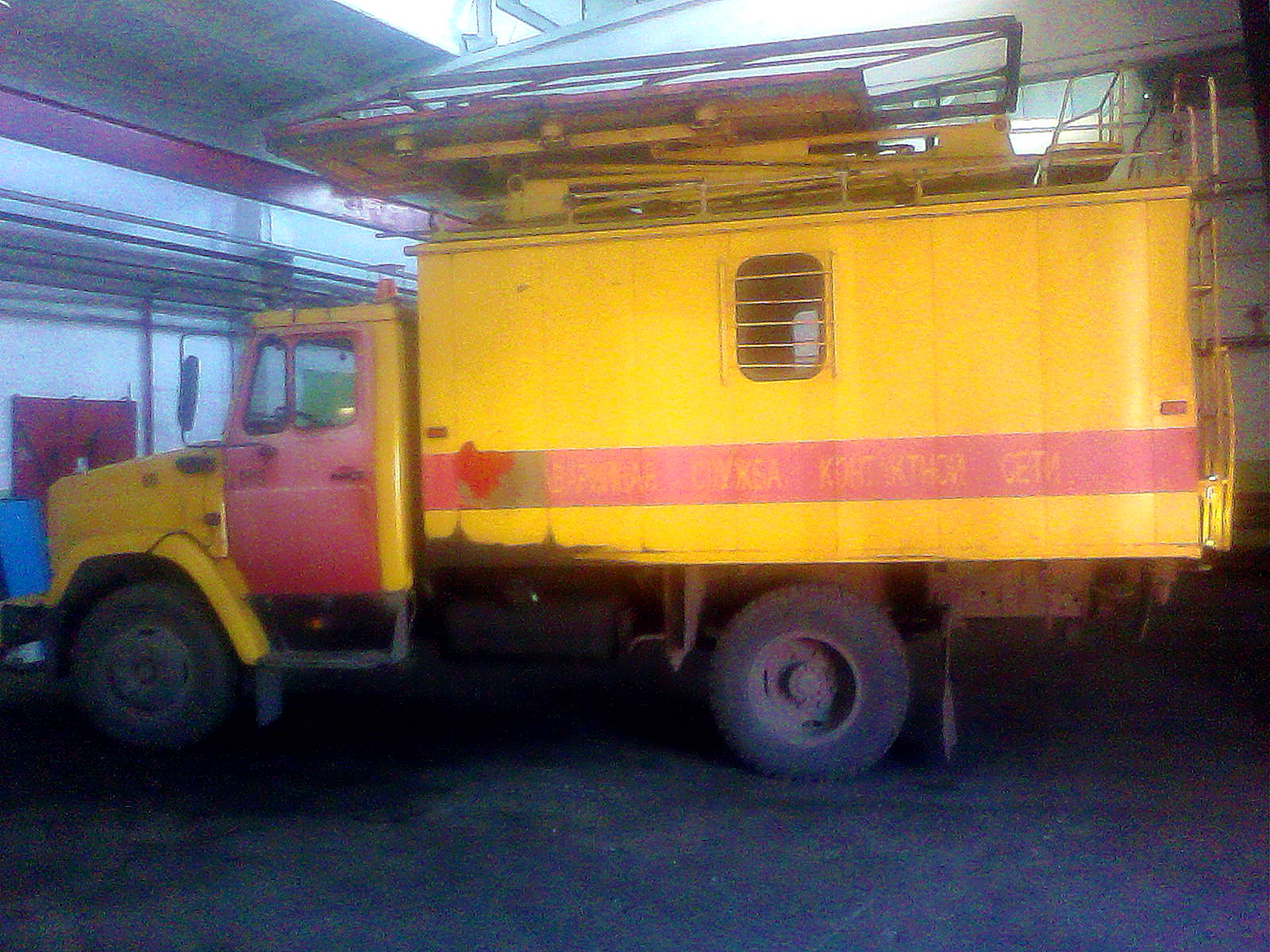
Автовышка аварийной службы контактной сети

- ПСС — подъемник стреловой самоходный.
- ВС — вышка самоходная.
- АПТ — автомобильный подъемник телескопический.
- ПМС — подъемник монтажный стреловой.
- АП — автомобильный подъемник.
- ТВ — телескопические вышки вертикального подъёма.

Распространенные работы, в которых применяется автовышка:
- Подъём людей для осуществления монтажа (камер, кронштейнов, стеклопакетов и др.)
- Монтаж и обслуживание антенн
- Покраска и мойка фасадов зданий
- Спил и кронирование деревьев
- Украшение уличных елок на Новый Год
- Иллюминация
- Фото и видео съемка

По рабочим характеристикам, автовышки распределяются по:
- Грузоподъемности
- Длине стрелы при определённом угле работы

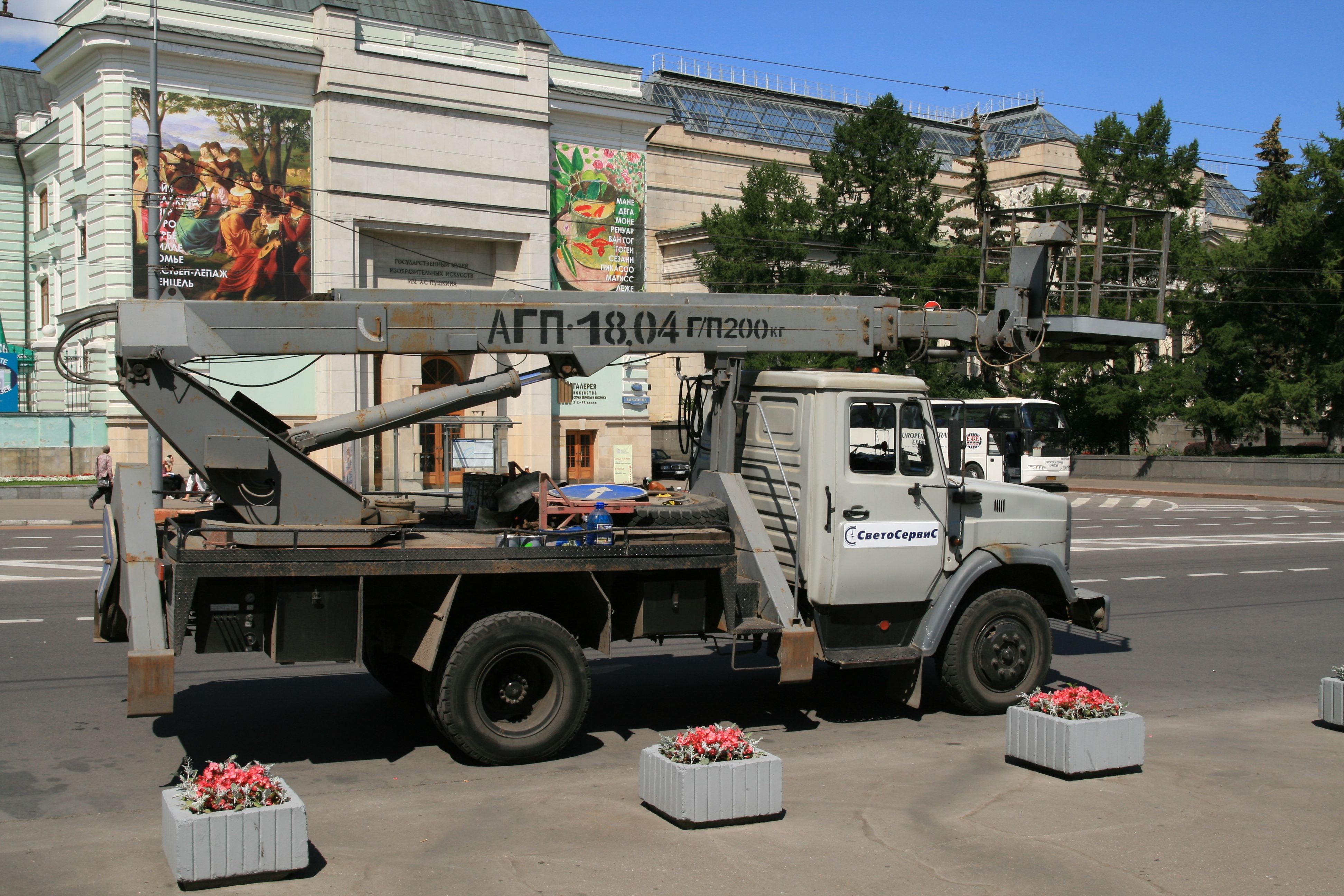
Автомобиль-вышка с телескопическим подъёмником

- Площади люльки